# Aeroportul Fort Smith
Aeroportul Fort Smith (IATA: YSM, ICAO: CYSM) este un aeroport din Fort Smith, Regiunea 5⁠(d), Teritoriile de Nord-Vest, Canada.
Situat la o altitudine de 205 m, aeroportul dispune de o singură pistă.